# Хайланд
Вижте пояснителната страница за други значения на Хайланд.
Хайланд (на английски: Highland, на шотландски: Roinn na Gàidhealtachd) е най-голямата от 32-те области в Шотландия. Тя граничи с областите Абърдийншър, Аргил анд Бют, Мъри и Пърт анд Кинрос.
Областта е образувана през 1975 г. От 1975 до 1996 г. в Хайланд действа двустепенната административна система – наред с областните съвети, съществували и местни съвети в осемте района на Хайланд. През 1996 г. Тези местни органи на самоуправление били премахнати и техните функции били поети от новоизбрания Съвет на Хайланд.

## Населени места
Някои населени места в Хайланд
| - Уик - Дингуол - Инвърнес |

|  |